# Шулешко, Евгений Евгеньевич
Евгений Евгеньевич Шулешко (16 мая 1931 года — 26 августа 2006 года) — советский и украинский педагог, психолог, философ, создатель педагогической практики ровеснического образования детей от 5 до 11 лет в детских садах и начальных школах, автор программы «Обновление и самообразование» и оригинальных методик обучения чтению, письму, счёту и русскому языку.

## Биография и творческий путь
Родился в семье офицера Красной Армии Евгения Сергеевича Шулешко. В 1950—1954 гг. учился на отделении психологии философского факультета МГУ. Обучался на факультете одновременно с будущими знаменитыми советскими философами М. К. Мамардашвили, А. А. Зиновьевым, Г. П. Щедровицким, Н. Г. Алексеевым, В. В. Давыдовым.
C 1959 года. — сотрудник лаборатории младшего школьника НИИ психологии АПН РСФСР, руководимой Д. Б. Элькониным, и до конца 1970-х гг. ведёт исследования в экспериментальной 91-й школе г. Москвы.
С 1973 года началось сотрудничество Е. Е. Шулешко с А. П. Ершовой и В. М. Букатовым, наследниками традиций театральной педагогики П. М. Ершова и К. С. Станиславского. В ходе совместной работы сложились принципы и системы приёмов социо-игрового подхода к обучению.
Общим итогом двадцатилетней экспериментальной работы Е. Е. Шулешко стала система общепедагогических и методических решений, сложившихся в качественно новую модель начального образования, альтернативную той, на которую был нацелен эксперимент в 91-й школе (и которая позднее оформится в виде теории развивающего обучения и педагогической системы Д. Б. Эльконина — В. В. Давыдова).
С 1980 года Е. Е. Шулешко — старший научный сотрудник НИИ Дошкольного воспитания АПН СССР, руководимого А. В. Запорожцем. В этот период в СССР разворачивался эксперимент по массовому обучению в школе шестилетних детей (как правило, традиционными школьными методами). Результаты эксперимента оказались резко негативными. А. В. Запорожец предложил иной подход: сохранение групп шестилетних детей в детских садах и создание для них адекватной практики освоения грамоты. Эту работу и осуществил Евгений Шулешко.
В течение нескольких лет сложилась система ровеснического образования детей с 5 до 11 лет в детском саду и начальной школе: где воспитатели старших и подготовительных групп работали с детьми в дошкольном стиле, а учителя — школьными методами. При этом предметное содержание работы учителей оставалось относительно традиционным, а вот стиль ведения занятий ими радикально менялся.
С 1981 года как представитель НИИ Дошкольного воспитания Е. Е. Шулешко (при участии А. П. Ершовой, В. М. Букатова, научных сотрудников НИИ Дошкольного воспитания Т. В. Тарунтаевой, Е. Г. Самсоновой и др.) организовывал освоение новой практики на региональном уровне в сотнях дошкольных групп и классов начальных школ. Сначала новая практика приходила в детские сады, а через два-три годы вместе с детьми — в начальные школы.
Первым регионом, где началась работа Е. Е. Шулешко с большим числом воспитателей и учителей, была Эстонская ССР. Затем в освоение новой практики включилась сеть детских садов Министерства угольной промышленности СССР (в Донецкой обл. Украинской ССР, в Карагандинской обл. Казахской ССР, в Коми АССР, Ростовской и Кемеровской обл. РСФСР).
С 1988 года разворачивается активная работа в Красноярском крае, где развитие ровеснического образования приобрело характер наиболее масштабный, долгосрочный и более официальный, чем в других регионах. Новая практика преемственности детских садов и начальных школ была признана в качестве программы «Обновление и самообразование». Обучение кадров по этой программе было возложено на Красноярский краевой Институт усовершенствования учителей, координатором сети школ и детских садов стала кафедра дошкольного воспитания института во главе с Г. А. Погодиной 1.
После того, как в 1992 году НИИ Дошкольного воспитания СССР был реорганизован, Е. Е. Шулешко стал научным сотрудником Центра «Дошкольное детство» им. А. В. Запорожца (директор Л. А. Парамонова). Лаборатория преемственности дошкольного и школьного детства этого учреждения под руководством Т. В. Тарунтаевой в 1990-е годы выступала в качестве общероссийского центра по распространению и поддержке «шулешкинской» педагогики.
Во второй половине 1990-х излюбленной экспериментальной площадкой для Е. Е. Шулешко стали четыре детских сада и пять школьных классов в посёлке Старокамышинск Челябинской обл., а с начала 2000-х детский сад «Ладушка» в подмосковном городе Лыткарино (руководитель Л. И. Басова).
Первой печатной работой Е. Е. Шулешко, представляющей созданную им педагогическую практику, стала изданная в 1988 году НИИ Дошкольного воспитания книга «Обучение письму и чтению. Методическое пособие для воспитателя детского сада». Второй — книга (совместной с А. П. Ершовой и В. М. Букатовым) «Социо-игровые подходы к педагогике». К 2000 году Е. Е. Шулешко подготовил книгу «Понимание грамотности», обобщающую идеи и опыт созданной им педагогической практики. Её второе, значительное дополненное, издание в двух томах вышло уже посмертно.

## Ровесническое образование
(основная статья)
Ровесническое образование — принцип организации образования и соответствующие ему педагогические практики, ключевым условием успешности обучения в которых признаётся становление дружеского сообщества учащихся.
По формулировке В. И. Слободчикова: «Е. Е. Шулешко показал, что в период от 5 до 7 лет возможно построить такую детскую общность, где каждый ребёнок чувствует себя умелым, знающим, способным (вместе с другими!) справиться с любой задачей… И когда взрослый предлагает группе равных какое-то дело, дети умеют соорганизоваться так, чтобы не было тех, у кого ˝не получилось˝ и тех, ˝кто уже давно всё сделал˝. Такая симбиотическая группа даёт каждому ребёнку чувство защищённости, уверенности в успехе и поэтому готовности действовать даже в самых рискованных, ненормированных условиях, требующих позиционного самоопределения. Это и есть первое условие нормального начала школьного обучения — сформированность такой симбиотической детской общности, которая способна к образованию позиции: ˝Мы, способные действовать˝.»
Ровесническое образование предполагает переосмысление педагогом приоритетов в своей работе. Предметом целенаправленного воспитания становятся дружеские связи детей, их обращённость друг к другу, умение и стремление играть и действовать вместе, развитие активного интереса ко всему происходящему в группе, создание особого микроклимата доброжелательного отношения друг к другу, взаимного уважения и доверия, уступчивости и вместе с тем инициативности. Приятельские отношения со сверстниками рассматриваются педагогами как самое важное и самое главное дело в жизни детей.
Именно изменения в характере взаимоотношений детей Шулешко полагает содержанием педагогической работы. А темы учебной программы — средством и материалом, при помощи или по поводу которых выстраиваются педагогические ситуации, разворачивается подлинное — межличностное — содержание.
Е. Е. Шулешко разработал систему характеристик этапов развития сообщества «ровесников и учащихся», позволяющую проследить за ходом его развития на протяжении второго пятилетия детской жизни. В связи с этим в центре внимания педагогов находятся:
- формы объединения детей (коммуникативная дистанция);
- способность детей действовать организованно в меру требований жизни (образовательный ресурс);
- преобладающие формы активности и самоутверждения (личностные позиции);
- формы публичного поведения (педагогический потенциал)[18].

## Методы и ориентиры «шулешкинской» педагогики
Созданная Е. Е. Шулешко практика «ровеснического» начального образования обеспечивает в ходе освоения детьми грамоты родного языка атмосферу общего успеха и общего интереса к учёбе, исключает психологические черты «середняка»-троечника и возникновение «двоечников» как социального явления. Она разворачивается в связи с большим кругом педагогических идей и методов, среди которых можно особо выделить следующие.
Социокультурный подход в образовании
Социо-игровой подход к воспитанию и обучению
Создание оптимальной среды использования родного языка — ключ к естественному ходу освоения грамоты всеми детьми
Последователи Е. Е. Шулешко рассматривают грамоту родного языка не как набор подлежащих освоению навыков, а как важнейший ресурс становления и детского сообщества, и личностного роста каждого ребёнка: «Сам родной язык, которым дети уже овладели, и есть самое деятельное и самое мировоззренческое отношение, доступное им без всякой внешней регламентации. Дети воспитываются, становятся человечнее благодаря действительности мысли, непосредственно данной родным языком».
Приоритет сохранности психических и физических качеств детей по отношению к задачам развития
Ход обучения подчиняется требованиям сохранности психических качеств детей, которые выражают природу человека, но при определённых условиях прорастают в культурные формы поведения. Задача учителя — создать и удержать соответствующие условия в ходе обучения. Такой подход раскрывает известную идею Л. С. Выготского о том, что «…культура ничего не создаёт, она только использует данное природой, видоизменяет его и ставит на службу человека».
Освоение грамоты — итог развития всех сторон личности ребёнка на границе дошкольного и школьного возраста
Обучение грамоте базируется на всех доступных ребёнку видах деятельности: пении, музицировании, физкультуре, конструировании, драматизации и т. п., в которых у детей вырабатывается координация движений, ритмические, темповые, мелодические, пространственные, мышечные и языковые навыки.
Нормализация жизни детей и взрослых в школе и детском саду — необходимое условие успешного обучения для всех
По мнению последователей Е. Е. Шулешко она происходит тогда, когда нет разрыва между тем, как детей обучать и как с детьми жить.
Три плана программ
Воспитателям и учителям предлагаются три плана рассмотрения хода обучения детей, планирования прогнозирования учебного процесса, своего рода три «программы»:
- Краткосрочная программа: варианты переплетения различных родов и видов занятий в целостных событиях детской жизни.
- Среднесрочная программа: связь значений в организации жизни детей в ходе освоения языковой и речевой культуры (определяющие «стиль ведения занятий» и характер наблюдений за переменами в жизни детей).
- Долгосрочная программа: ожидаемые изменения в ходе жизни ровеснического сообщества детей от года к году.

Образ грамотно действующего лица
По формулировке В. И. Слободчикова: «Ключевой категорией здесь является образ грамотного человека, который буквально воплощается в ходе занятий в естественной позе пишущего. В этом случае способность писать и читать уже не паразитирует на какой-либо отдельной телесной структуре, на руке, кисти и др., а является целостным выражением организованной, раскрепощённой телесности ребёнка. Позу пишущего нельзя сделать, нельзя отформовать, её можно только воспитать. …Ребёнок не просто усваивает, тренируется в тех или иных действиях, движениях, а обживает их, а значит в них воплощается».
Особый характер методических пособий
Пособия предполагают соединение умственного усилия с телесным движением; они предстают детям загадочными и неоднозначными, чтобы послужить поводом для заинтересованных детских обсуждений; многие из них предполагают работу с масштабами и ориентировкой в пространственных координатах.
Можно отметить символико-знаковую роль этих пособий, их функционирование в качестве артефактов, конструктивно организующих мышление, фантазию и деятельность детей и взрослых.
Гостевой обмен опытом педагогов (ГООП)
Периодические встречи педагогов на занятиях друг у друга в группах и классах с последующим непринуждённым обсуждением. Задача педагогов — профессионально увидеть возможности детей, научиться фиксировать накопленный детьми опыт жизни и уметь опереться на него. Такова наиболее характерная для ровеснического образования форма повышения квалификации педагогов средствами самого педагогического процесса.

## Научные и педагогические традиции, на которые опирался Е. Е. Шулешко
- Исследования А. В. Запорожца и его научно-психологической школы. Е. Е. Шулешко называл  именно А. В. Запорожца  своим главным учителем[31].
- Философская линия М. К. Мамардашвили[32]. Работа «Классический и неклассический идеалы рациональности»[33] может служить кратким философским обоснованием многих принципов «шулешкинской» педагогики.
- Подходы к преподаванию русского языка А. М. Пешковского (а также развивавшая их практика В. Н. Протопопова[34]).
- Педагогическая традиция «самообразования в сообществе» (С. Шацкий, С. Френе, «коммунарское движение»).
- Педагогика сотрудничества (В. Сухомлинский, С. Соловейчик, Ш. Амонашвили).
- Традиции психологического понимания театральной педагогики, режиссуры, актёрского мастерства (П. М. Ершов ).
- Многообразный опыт освоения и переосмысления новой («шулешкинской») практики в разных регионах и республиках в 1980-е — 1990-е годы.

## Соратники и последователи[35]
- Л. К. Филякина[36] — разработка и апробация основ «методики Шулешко» в формирующем эксперименте в 91-й московской школе в 1960-е — 1970-е гг.
- А. П. Ершова, В. М. Букатов — совместная разработка социо-игровых приёмов обучения.
- Т. В. Тарунтаева — совместная разработка принципов преемственности в работе детских садов и школ, общая координация педагогических коллективов — последователей новой практики в 1990-е — 2000-е годы.
- Э. И. Леонгард — совместное осмысление подходов к сохранению и развитию психических и физических качеств детей как в условиях ровеснического образования в обычных садах и школах, так и в ходе реабилитации глухих и слабослышащих детей.
- Е. Г. Самсонова — соучастие в разработке методов оречевления математического образования дошкольников, параллельное участие в разработке и распространении «системы Э. И. Леонгард» и «педагогики Е. Е. Шулешко».
- Г. А. Погодина — совместная разработка и организационное обеспечение практики гостевого обмена опытом, оформление и официальное признание программы «Обновление и самообразование», создание системы организационной и административной поддержки «шулешкинской» педагогики в Красноярском крае[37]
- А. Н. Юшков — исследования проблематики развития детской воспросительности, психолого-педагогическое осмысление опыта работы «шулешкинских» классов и дошкольных групп, создание авторского курса природоведения «Загадки природы» в духе шулешкинской педагогики.
- В. Л. Высоцкий, Т. И. Терёшкина — создание физкультурной практики, ориентированной на содружественные действия детей.
- Н. И. Титова — руководитель (после Т. В. Тарунтаевой) лаборатории преемственности в Центре "Дошкольное детство" им. А.В. Запорожца; организация методической работы с детскими садами г. Москвы в 2000-е годы.
- Педагоги-практики, ставшие соучастниками в создании общего облика ровеснического образования; отчасти так можно охарактеризовать большинство «шулешкинских» педагогов, в особенной же степени — педагогов-методистов Р. С. Сёмову (г. Донецк), Л. И. Басову и Т. П. Подобед (г. Лыткарино), Л. Ф. Нагорную (г. Белово Кемеровской обл.).
- М. В. Ганькина, математический лингвист по образованию, разработчик оригинальных методик преподавания русского языка, редактор газеты педагогов-последователей ровеснического образования «Ручной уголок» (Приложение к газете «Детский сад со всех сторон»: 14 выпусков в 2002—2007 гг.)
- С. В. Плахотников, ученик Л. К. Филякиной и В. М. Букатова, директор московской частной школы «Хорошкола»[38], ориентированной на ровесническое образование.

## Цитаты Е. Е. Шулешко
«Грамотность  — это не набор умений, а прежде всего, уважительное отношение к своим возможностям, предпочтениям, намерениям. Это признание за собой достойной роли в восприятии традиций своего народа, причастности к наследию его культуры. А вместе с тем — признание такого равного человеческого достоинства за всеми другими грамотными людьми».
«Важнейший водораздел между различными подходами к начальному этапу образования проходит между теми образами поведения, к которым тот или иной подход склоняет детей: к приспособленчеству относительно задаваемых взрослым правил  — или к самопроявлению своих возможностей в кругу ровесников».

### Основные работы Е. Е. Шулешко
- Бардин К. В., Шулешко Е. Е. Ориентирование на местности в движении. Проблемы восприятия пространства и времени. — Л., 1961.
- Шулешко Е. Е. О становлении восприятия формы объёмных тел // Вопросы психологии : журнал. — 1969. — № 5.
- Шулешко Е. Е. Орфографическая зоркость и речевое действие. Материалы II Всесоюзного симпозиума. — Тбилиси, 1974.
- Шулешко Е. Е. Обучение письму и чтению. Методическое пособие для воспитателя детского сада. — М., 1988.
- Шулешко Е. Е., Ершова А. П., Букатов В. М. Социо-игровые подходы к педагогике. — Красноярск, 1990.
- Шулешко Е. Е. Понимание грамотности : Обучение дошк. чтению, письму и счёту, а также орг. дошк. жизни детей и взрослых, их взаимоотношений на занятиях и вне занятий. — М., 2001.
- Шулешко Е. Е. Понимание грамотности. О педагогическом решении проблем преемственности в начальном образовании детей от пяти до одиннадцати лет. Книга первая. Условия успеха. Общая организация жизни детей и взрослых в детском саду и начальной школе вне занятий и на занятиях по разным родам деятельности. — СПб., 2011.
- Шулешко Е. Е. Понимание грамотности. О педагогическом решении проблем преемственности в начальном образовании детей от пяти до одиннадцати лет. Книга вторая. Метод обучения. Освоение детьми письма, чтения и счёта в связи с занятиями по разным родам деятельности. — СПб., 2011.

## Книги о педагогике Е. Е. Шулешко
- Ручной уголок. Книга первая. Про общую организацию жизни детей и взрослых в детском саду и начальной школе, их взаимоотношений на занятиях и вне занятий по разным родам деятельности. Педагогические комментарии к книге Евгения Шулешко «Понимание грамотности. Условия успеха». Сборник / под ред. А. С. Русакова, М. В. Ганькиной. — СПб., 2011.
- Ручной уголок. Книга вторая. О методе содружественного овладения детьми письмом, чтением и счётом в связи с занятиями по разным родам деятельности. Педагогические комментарии к книге Евгения Шулешко «Понимание грамотности. Метод обучения». Сборник / под ред. А. С. Русакова, М. В. Ганькиной. — СПб., 2011.
- Букатов В. М., Ершова А. П. Режиссура урока, общения и поведения учителя. — 4-е изд. — М., 2010.
- Букатов В. М., Ершова А. П. Хрестоматия игровых приёмов обучения. Книга для учителя. — М., 2000. — (Я иду на урок).
- Букатов В. М. Секреты дидактических игр. — СПб., 2010.
- Высоцкий В. Л., Терёшкина Т. И., Юшков А. Н. Физкультура: педагогика общего успеха. — СПб., 2006.
- Ганькина М. В. Грамматическая аптечка. Неотложная помощь в правописании. — М., 2010.
- Погодина Г. А. Детский сад или учреждение?
- Русаков А. С. Эпоха великих открытий в школе девяностых годов. — СПб., 2004.
- Самсонова Е. Г. О часах. О циферблате. — СПб., 2013.
- Филякина Л. К. Математические вариации. — М., 2013.
- Филякина Л. К. Промокашка для фантазёра. — СПб., 2013.
- Юшков А. Н. «Загадки природы». 1-2 класс. Методические рекомендации.
- Юшков А. Н. Познавательный интерес и собственное дело детей. — СПб., 2013.